# فاليري رادتشينكو
فاليري رادتشينكو هو لاعب كرة قدم أوكراني، ولد في 19 ديسمبر 1988 في جمهورية أوكرانيا الاشتراكية السوفيتية في الاتحاد السوفيتي.